# Arachosia bergi
Arachosia bergi är en spindelart som först beskrevs av Simon 1880.  Arachosia bergi ingår i släktet Arachosia och familjen spökspindlar. Inga underarter finns listade i Catalogue of Life.